# Камосин
Камоси́н (порт. Camocim)  —  муниципалитет в Бразилии, входит в штат Сеара. Составная часть мезорегиона Северо-запад штата Сеара. Входит в экономико-статистический  микрорегион Литорал-ди-Камосин-и-Акарау. Население составляет 58 710 человек на 2006 год. Занимает площадь 1 123,937 км². Плотность населения — 52,2 чел./км².

## История
Старый город Камосин был основан 29 февраля 1879 года, а 17 августа 1889 года город отделился от Гранжи. В XIX веке и в начала XX века город пережил сильный экономический рост и вертикализацию. В 2015 году его ВВП составил 544,5 тысяч реалов, что позволило ему войти в число двенадцати наиболее развитых городов Бразилии с населением менее 100 тысяч жителей, в то время как индекс человеческого развития (ИЧР) в 2016 году составлял 0,620, что считается средним.

## Статистика
- Валовой внутренний продукт на 2004 составляет 152 709.000,00 реалов (данные: Бразильский институт географии и статистики).
- Валовой внутренний продукт на душу населения на 2004 составляет 2.646,00 реалов (данные: Бразильский институт географии и статистики).
- Индекс развития человеческого потенциала на 2000 составляет 0,629 (данные: Программа развития ООН).

## География
Климат местности: тропический.